# Эппенштейны

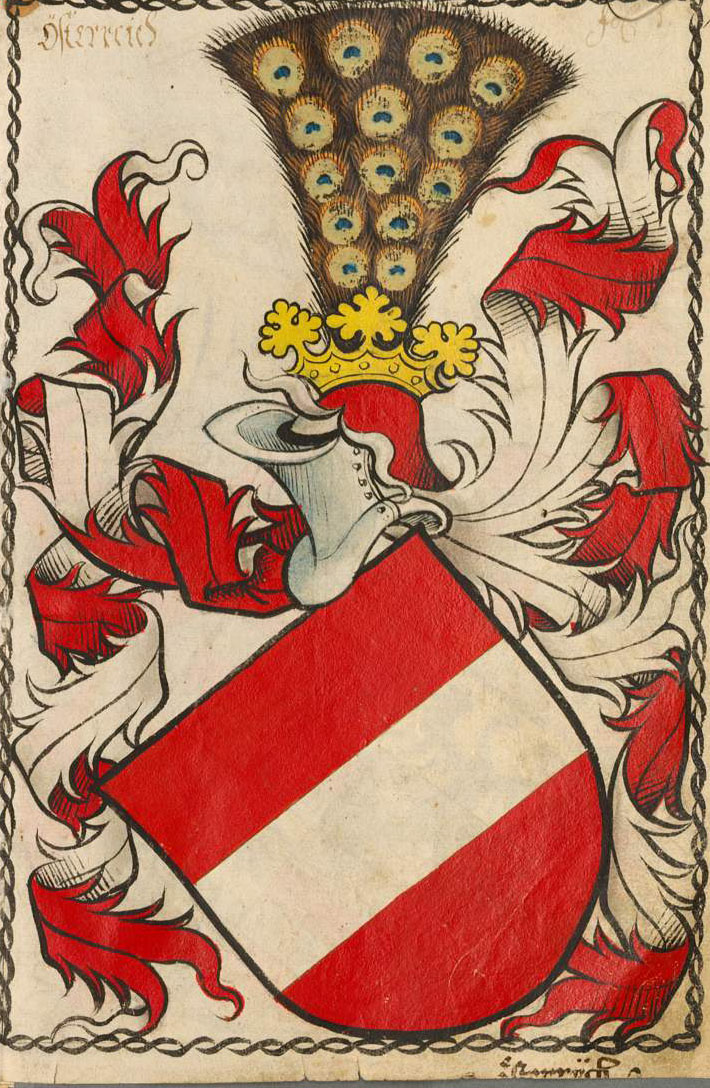
Герб Бабенбергов, полученный в наследство от Эппенштейнов. Scheiblersches Wappenbuch, 1450—1480

Эппенштейны (нем. Eppensteiner) — немецкая династия эпохи раннего Средневековья, представители которой правили в Каринтии в 1011—1035 и 1073—1122 гг., считается первой национальной каринтийской династией.
Название рода происходит от замка Эппенштейн, расположенного в юго-западной части современной федеральной земли Штирия неподалёку от города Обдах. Вероятно предки Эппенштейнов были выходцами из Баварии, который переселились в Карантанскую марку в X веке. Около 930 г. упоминается некий Маркварт Эппенштейн, владеющий землями в долине Муры в Штирии. Он стал основателем нового аристократического рода, который вскоре приобрёл доминирующее влияние в Карантанской марке. Его сын Маркварт II женился на Хадмуте Санкт-Эберсберг, представительнице знатного баварского рода и наследнице замка Солкан в Горице. Этот Маркварт II, по-видимому, получил титул маркграфа Карантанской марки.
Сын Маркварта II, Адальберо сблизился с германским императором Генрихом II и женился на дочери герцога Швабии. Это резко усилило позиции Эппенштейнов и в 1011 г. Адальберо получил от императора корону герцогства Каринтии, включающего тогда территории от Вероны до Австрии и от Зальцбурга до Хорватии. Но в 1034—1035 гг. Адальберо поднял восстание против императора Конрада II, был разбит и смещён с престола. На протяжении следующих сорока лет центральная власть в Каринтии находилась в упадке: императоры передавали герцогство своим приближённым, которые получали отпор местной знати и не могли укрепиться на престоле. В этот период Эппенштейны во главе с Марквартом III, сыном Адальберо и графом Горицким, являлись главной оппозиционной силой имперскому влиянию в государстве.
Лишь в 1076 г. император Генрих IV утвердил Маркварта III в качестве нового герцога Каринтии. В следующем году ему наследовал его старший сын Луитпольд, а в 1090 г. на престол взошёл младший сын Маркварта Генрих III. При этих правителях Каринтия переживала политический кризис: от неё императором были отторгнуты Верона (1076), Фриули (1077—1093), Истрия (1093), Крайна (1077), Горица (начало XII в.). Карантанская марка (Штирия) также вышла из подчинения (окончательно в 1122 г.). В результате территория государства уменьшилась более, чем в четыре раза, а авторитет герцогов резко упал. Генрих III потерпел поражение в борьбе с церковными феодалами, пытаясь установить свою власть над обширными церковными землями в герцогстве. Одновременно усилились позиции соседних с Каринтией государств — Австрии, Штирии, графов Андексских.
Со смертью Генриха III в 1122 году династия Эппенштейнов пресеклась. Престол Каринтии унаследовал сын его сестры Генрих IV из штирийского рода Спанхеймов, который основал новую династию на каринтийском престоле. Горица уже в конце X век была передана графам Пустераль-Лурна из Подравской марки, род которых с тех пор получил название Горицкого (будущие графы Тироля и герцоги Каринтии).
Родовая усыпальница герцогов Каринтии из рода Эппенштейнов находится в монастыре Санкт-Ламбрехт в юго-западной Штирии, основанном Марквартом III в 1076 г.

## Внешние ссылки
- Династия Эппенштейнов (англ.яз.)